# Hiukkasaari (ö i Norra Österbotten, Ylivieska)
Hiukkasaari är en ö i Finland. Den ligger i Kalajoki älv och i kommunen Kalajoki i den ekonomiska regionen  Ylivieska ekonomiska region  och landskapet Norra Österbotten, i den centrala delen av landet, 400 km norr om huvudstaden Helsingfors. Öns area är 0,4 hektar och dess största längd är 140 meter i öst-västlig riktning.